# Fragmentación (psicología)
La fragmentación, segmentación o chunking, por su término en inglés, es, en psicología cognitiva, un proceso mediante el cual pequeños fragmentos individuales de un conjunto de información se unen para crear un todo significativo que se retiene posteriormente en la memoria. Los fragmentos (chunks), mediante los cuales se agrupa la información, pretenden mejorar la retención a corto plazo del material, superando así la capacidad limitada de la memoria de trabajo y permitiendo que esta sea más eficiente. Un chunk es una colección de unidades básicas que están fuertemente asociadas entre sí y que se han agrupado y almacenado en la memoria de una persona. Estos chunks se pueden recuperar fácilmente debido a su agrupación coherente. Se cree que los individuos crean representaciones cognitivas de orden superior de los elementos que componen el chunk. Los elementos se recuerdan más fácilmente como grupo que como elementos individuales. Estos fragmentos pueden ser muy subjetivos porque dependen de las percepciones y experiencias pasadas de un individuo, que están vinculadas al conjunto de información. El tamaño de los fragmentos generalmente varía entre dos y seis elementos, pero a menudo difiere según el idioma y la cultura.
Según Johnson (1970), hay cuatro conceptos principales asociados con el proceso de fragmentación de la memoria: chunk, código de memoria, decodificación y recodificación. El chunk, como se mencionó anteriormente, es una secuencia de información para recordar que puede estar compuesta de términos adyacentes. Estos elementos o conjuntos de información deben almacenarse en el mismo código de memoria. El proceso de recodificación es cuando uno aprende el código de un fragmento, y la decodificación es cuando el código se traduce en la información que representa.
El fenómeno de la fragmentación como mecanismo de memoria se observa fácilmente en la forma en que las personas agrupan números e información en la vida cotidiana. Por ejemplo, al recordar un número como 12101946, si los números se agrupan como 12, 10 y 1946, se crea una mnemotecnia para este número como mes, día y año. Se almacenaría como 10 de diciembre de 1946, en lugar de una cadena de números. De manera similar, otra ilustración de la capacidad limitada de la memoria de trabajo sugerida por George Miller puede verse en el siguiente ejemplo: al recordar un número de teléfono móvil como 9849523450, podríamos descomponerlo en 98 495 234 50. De este modo, en lugar de recordar diez dígitos separados que están más allá del supuesto lapso de memoria de «siete más o menos dos», se recordarían cuatro grupos de números. También se puede recordar un fragmento entero simplemente almacenando los comienzos de un fragmento en la memoria de trabajo, con lo que la memoria a largo plazo recupera el resto del fragmento.

## Efecto de modalidad
En la fragmentación se produce un efecto de modalidad. Es decir, el mecanismo utilizado para transmitir la lista de elementos al individuo afecta el grado de «fragmentación» que se produce.
Experimentalmente, se ha descubierto que la presentación auditiva produce una mayor agrupación en las respuestas de los individuos que la presentación visual. La literatura previa, como The Magical Number Seven, Plus or Minus Two: Some Limits on our Capacity for Processing Information (1956) de George Miller, ha demostrado que la probabilidad de recordar la información es mayor cuando se utiliza la estrategia de fragmentación. Como se indicó anteriormente, la agrupación de las respuestas se produce a medida que los individuos las colocan en categorías según su interrelación basada en propiedades semánticas y perceptuales. Lindley (1966) demostró que, dado que los grupos producidos tienen significado para el participante, esta estrategia hace que sea más fácil para un individuo recordar y mantener la información en la memoria durante los estudios y las pruebas. Por lo tanto, cuando se utiliza la «fragmentación» como estrategia, se puede esperar una mayor proporción de recuerdos correctos.

## Sistemas de entrenamiento de la memoria, mnemotecnia
Existen diversos tipos de sistemas de entrenamiento de la memoria y mnemotecnia que incluyen entrenamiento y ejercicios en esquemas de recodificación o fragmentación especialmente diseñados. Tales sistemas existían antes del artículo de Miller, pero no había un término conveniente para describir la estrategia general ni investigaciones sustanciales y confiables. En la actualidad, el término «chunking» se utiliza a menudo para referirse a estos sistemas. A modo de ejemplo, los pacientes con enfermedad de Alzheimer suelen experimentar déficits en la memoria de trabajo; la fragmentación es un método eficaz para mejorar el rendimiento de la memoria de trabajo verbal de los pacientes. Los pacientes con esquizofrenia también experimentan déficits en la memoria de trabajo que influyen en la función ejecutiva; los procedimientos de entrenamiento de la memoria influyen positivamente en los resultados cognitivos y de rehabilitación. Se ha demostrado que la fragmentación reduce la carga de la memoria de trabajo de muchas maneras. Además de recordar más fácilmente la información fragmentada, una persona también puede recordar otros recuerdos no fragmentados con mayor facilidad debido a los beneficios que la fragmentación tiene sobre la memoria de trabajo. Por ejemplo, en un estudio, los participantes con conocimientos más especializados pudieron reconstruir secuencias de movimientos de ajedrez porque tenían porciones más grandes de conocimiento procedimental, lo que significa que el nivel de especialización y el orden de clasificación de la información recuperada son esenciales en la influencia de los fragmentos de conocimiento procedimental retenidos en la memoria de corto plazo. Se ha demostrado que la fragmentación tiene influencia en la lingüística, como en la percepción de límites.

## Tamaño eficiente de loschunks
Según la investigación realizada por Dirlam (1972), se realizó un análisis matemático para ver cuál es el tamaño de fragmento eficiente. Estamos familiarizados con el rango de tamaño que permite la fragmentación, pero Dirlam (1972) quería descubrir el tamaño de fragmento más eficiente. Los hallazgos matemáticos han descubierto que cuatro o tres elementos en cada chunk es el tamaño óptimo.

## Capacidad del canal, «número mágico siete», aumento de la memoria a corto plazo
La palabra chunking proviene de un famoso artículo de 1956 de George A. Miller, «The Magical Number Seven, Plus or Minus Two: Some Limits on Our Capacity for Processing Information» (El mágico número siete, más o menos dos: algunos límites de nuestra capacidad para procesar información). En una época en la que la teoría de la información empezaba a aplicarse en psicología, Miller observó que algunas tareas cognitivas humanas se ajustaban al modelo de una «capacidad de canal» caracterizada por una capacidad aproximadamente constante en bits, pero la memoria a corto plazo no. Se podría resumir una variedad de estudios diciendo que la memoria de corto plazo tiene una capacidad de aproximadamente «siete más o menos dos» fragmentos. Miller (1956) escribió: «En el caso de los elementos binarios, la amplitud es de aproximadamente nueve y, aunque se reduce a aproximadamente cinco con palabras monosilábicas en inglés, la diferencia es mucho menor que la que requeriría la hipótesis de la información constante (véase también capacidad de la memoria). La amplitud de la memoria inmediata parece ser casi independiente de la cantidad de bits por fragmento, al menos en el rango que se ha examinado hasta la fecha». Miller reconoció que «no estamos muy seguros de lo que constituye un fragmento de información».
Miller (1956) señaló que, según esta teoría, debería ser posible aumentar eficazmente la memoria a corto plazo para elementos con bajo contenido de información al codificarlos mentalmente en un número menor de elementos con alto contenido de información. Imaginó que este proceso es útil en situaciones como «un hombre que recién comienza a aprender el código radiotelegráfico escucha cada dit y dah como un fragmento separado. Pronto es capaz de organizar estos sonidos en letras y luego puede manejar las letras como fragmentos. Luego las letras se organizan como palabras, que son fragmentos aún más grandes, y comienza a escuchar frases completas». De esta manera, un telegrafista puede «recordar» efectivamente varias docenas de dits y dah como una sola frase. Los sujetos ingenuos pueden recordar un máximo de sólo nueve elementos binarios, pero Miller informa de un experimento de 1954 en el que se entrenó a personas para escuchar una cadena de dígitos binarios y (en un caso) agruparlos mentalmente en grupos de cinco, recodificar cada grupo en un nombre (por ejemplo, «veintiuno» para 10101) y recordar los nombres. Con suficiente práctica, las personas descubrieron que era posible recordar hasta cuarenta dígitos binarios. Miller escribió:
Resulta un poco dramático ver a una persona obtener 40 dígitos binarios seguidos y luego repetirlos sin error. Sin embargo, si piensas en esto simplemente como un truco mnemotécnico para extender la capacidad de la memoria, te perderás el punto más importante que está implícito en casi todos esos dispositivos mnemotécnicos. El punto es que la recodificación es un arma extremadamente poderosa para aumentar la cantidad de información que podemos manejar.

## Los efectos de la memoria experta y hábil
Los estudios han demostrado que las personas tienen mejor memoria cuando intentan recordar elementos con los que están familiarizados. De manera similar, las personas tienden a crear fragmentos familiares. Esta familiaridad permite recordar más fragmentos individuales de contenido y también más fragmentos en su conjunto. Un estudio de fragmentación muy conocido fue realizado por Chase y Ericsson, quienes trabajaron con un estudiante universitario, SF, durante más de dos años. Querían ver si la memoria de amplitud de dígitos de una persona podía mejorarse con la práctica. SF comenzó el experimento con una extensión normal de 7 dígitos. SF era un corredor de largas distancias, y al combinar cadenas de dígitos en tiempos de carrera aumentó su capacidad de lectura de dígitos. Al final del experimento, su capacidad de recordar dígitos había aumentado a 80 números. Una descripción posterior de la investigación en The Brain-Targeted Teaching Model for 21st Century Schools afirma que SF luego amplió su estrategia incorporando edades y años, pero sus chunks siempre le resultaron familiares, lo que le permitió recordarlos más fácilmente. Alguien que no tenga conocimientos en el dominio experto (por ejemplo, que no esté familiarizado con los tiempos de milla o maratón) tendría dificultades para trabajar fragmentos con tiempos de carrera y, en última instancia, no podría memorizar tantos números usando este método. La idea de que una persona que no tiene conocimientos en el ámbito experto tendría dificultades para fragmentar también se pudo observar en un experimento con excursionistas novatos y expertos para ver si podían recordar diferentes escenas de montaña. A partir de este estudio, se encontró que los excursionistas expertos tenían mejor capacidad de recordar y reconocer estímulos estructurados. Otro ejemplo podría verse en el caso de músicos expertos, que son capaces de agrupar y recuperar material codificado que mejor se adapte a las demandas que se les presentan en un momento dado durante la interpretación.
La fragmentación y la memoria en el ajedrez: una revisión
Investigaciones anteriores han demostrado que la fragmentación es una herramienta eficaz para mejorar la capacidad de memoria debido a la naturaleza de agrupar piezas individuales en grupos más grandes y significativos que son más fáciles de recordar. La fragmentación es una herramienta popular entre quienes juegan al ajedrez, especialmente entre los maestros. Chase y Simon (1973a) descubrieron que los niveles de habilidad de los jugadores de ajedrez se atribuyen al almacenamiento de memoria a largo plazo y a la capacidad de copiar y recordar miles de fragmentos. El proceso ayuda a adquirir conocimientos a un ritmo más rápido. Dado que es una excelente herramienta para mejorar la memoria, un jugador de ajedrez que utiliza la fragmentación tiene mayores posibilidades de éxito. Según Chase y Simon, al reexaminar (1973b), un maestro de ajedrez experto es capaz de acceder rápidamente a la información almacenada en la memoria de largo plazo debido a la capacidad de recordar fragmentos. Los fragmentos almacenados en la memoria a largo plazo están relacionados con la decisión del movimiento de las piezas del tablero debido a patrones obvios.
Modelos de fragmentación para la educación
Muchos años de investigación han concluido que la fragmentación es un proceso confiable para obtener conocimiento y organizar la información. La fragmentación proporciona una explicación del comportamiento de los expertos, como por ejemplo un profesor. Un profesor puede utilizar la fragmentación en su aula como una forma de enseñar el currículo. Gobet (2005) propuso que los profesores pueden utilizar la fragmentación como método para segmentar el currículo en componentes naturales. Un estudiante aprende mejor cuando se centra en las características clave del material, por lo que es importante crear segmentos para resaltar la información importante. Al comprender el proceso de formación de un experto, es posible encontrar mecanismos generales de aprendizaje que se pueden implementar en las aulas.

## Fragmentación en el aprendizaje motor
La fragmentación es un método de aprendizaje que se puede aplicar en diversos contextos y no se limita al aprendizaje de material verbal. Karl Lashley, en su clásico artículo sobre el orden serial, argumentó que las respuestas secuenciales que parecen estar organizadas de manera lineal y plana ocultaban una estructura jerárquica subyacente. Esto fue demostrado luego en el control motor por Rosenbaum et al. en 1983. Así, las secuencias pueden constar de subsecuencias y estas, a su vez, pueden constar de sub-subsecuencias. Las representaciones jerárquicas de secuencias tienen una ventaja sobre las representaciones lineales: combinan una acción local eficiente en niveles jerárquicos bajos mientras mantienen la guía de una estructura general. Si bien la representación de una secuencia lineal es simple desde el punto de vista del almacenamiento, pueden surgir problemas potenciales durante la recuperación. Por ejemplo, si hay una ruptura en la cadena de secuencia, los elementos subsiguientes quedarán inaccesibles. Por otro lado, una representación jerárquica tendría múltiples niveles de representación. Una ruptura en el enlace entre nodos de nivel inferior no hace que ninguna parte de la secuencia sea inaccesible, ya que los nodos de control (nodos de fragmento) en el nivel superior aún podrían facilitar el acceso a los nodos de nivel inferior.
En Terrace (2001), los fragmentos en el aprendizaje motor se identifican mediante pausas entre acciones sucesivas. También se sugiere que durante la etapa de ejecución de la secuencia (después del aprendizaje), los participantes descarguen los elementos de la lista como fragmentos durante las pausas. También defendió una definición operativa de los fragmentos, sugiriendo una distinción entre las nociones de fragmentos de entrada y salida y las ideas de memoria a corto y largo plazo. Los fragmentos de entrada reflejan la limitación de la memoria de trabajo durante la codificación de nueva información (cómo se almacena la nueva información en la memoria a largo plazo) y cómo se recupera durante la recuperación posterior. Los fragmentos de salida reflejan la organización de programas motores sobreaprendidos que se generan en línea en la memoria de trabajo. Sakai et al. (2003) demostraron que los participantes organizan espontáneamente una secuencia en varios fragmentos a lo largo de unos pocos conjuntos y que estos fragmentos eran distintos entre los participantes evaluados en la misma secuencia. También demostraron que el rendimiento de una secuencia aleatoria era peor cuando los patrones de fragmentos estaban interrumpidos que cuando estos patrones se conservaban. Los patrones de fragmentación también parecen depender de los efectores utilizados.
Perlman descubrió en su serie de experimentos que las tareas de mayor tamaño y divididas en secciones más pequeñas tenían respuestas más rápidas que la tarea tomada en su totalidad. El estudio sugiere que dividir una tarea más grande en una tarea más pequeña y manejable puede producir un mejor resultado. La investigación también encontró que completar la tarea en un orden coherente en lugar de cambiar de una tarea a otra también puede producir un mejor resultado.

## Fragmentación en bebés
La fragmentación se utiliza en adultos de diferentes maneras, que pueden incluir características perceptivas de bajo nivel, pertenencia a categorías, relación semántica y coocurrencias estadísticas entre elementos. Aunque debido a estudios recientes estamos empezando a darnos cuenta de que los bebés también utilizan el chunking. También utilizan diferentes tipos de conocimientos que les ayudan con la fragmentación, como el conocimiento conceptual, el conocimiento de señales espaciotemporales y el conocimiento de su dominio social.
Se han realizado estudios que utilizan diferentes modelos de fragmentación como PARSER y el modelo bayesiano. PARSER es un modelo de fragmentación diseñado para dar cuenta del comportamiento humano mediante la implementación de procesos psicológicamente plausibles de atención, memoria y aprendizaje asociativo. En un estudio reciente, se determinó que estos modelos de fragmentación como PARSER se observan en bebés con más frecuencia que los modelos de fragmentación como el bayesiano. PARSER se utiliza más porque normalmente está dotado de la capacidad de procesar hasta tres fragmentos simultáneamente.
Cuando los bebés utilizan su conocimiento social, necesitan utilizar conocimientos abstractos y señales sutiles porque no pueden crear una percepción de su grupo social por sí solos. Los bebés pueden formar fragmentos utilizando características compartidas o proximidad espacial entre objetos.

### Fragmentación en bebés de siete meses
Investigaciones anteriores muestran que el mecanismo de fragmentación está presente en bebés de siete meses. Esto significa que la fragmentación puede ocurrir incluso antes de que la capacidad de la memoria de trabajo se haya desarrollado completamente. Sabiendo que la memoria de trabajo tiene una capacidad muy limitada, puede ser beneficioso utilizar la fragmentación. En los bebés, cuya capacidad de memoria de trabajo no está completamente desarrollada, puede ser aún más útil dividir los recuerdos en fragmentos. Estos estudios se realizaron utilizando el método de violación de expectativas y registrando la cantidad de tiempo que los bebés observaban los objetos que tenían frente a ellos. Aunque el experimento mostró que los bebés pueden utilizar la fragmentación de recuerdos, los investigadores también concluyeron que la capacidad de un bebé para fragmentar recuerdos continuará desarrollándose durante el siguiente año de su vida.

### Fragmentación en niños de 14 meses
La memoria de trabajo parece no almacenar más de tres objetos a la vez en los recién nacidos y niños pequeños. Un estudio realizado en 2014, Infants use temporal regularities to chunk objects in memory, permitió obtener nueva información y conocimiento. Esta investigación mostró que los bebés de 14 meses, al igual que los adultos, pueden organizar en fragmentos su conocimiento de las categorías de objetos: recordaban cuatro objetos en total cuando una matriz contenía dos fichas de dos tipos diferentes (por ejemplo, dos gatos y dos autos), pero no cuando la matriz contenía cuatro fichas del mismo tipo (por ejemplo, cuatro gatos diferentes). Esto demuestra que los recién nacidos pueden emplear la proximidad espacial para unir representaciones de elementos particulares en fragmentos, beneficiando así el rendimiento de la memoria. A pesar de que la capacidad de memoria de trabajo de los recién nacidos es limitada, pueden emplear numerosas formas de información para unir representaciones de cosas individuales en fragmentos, mejorando así la eficiencia de la memoria.

## La fragmentación como aprendizaje de estructuras de memoria a largo plazo
Este uso deriva de la idea de Miller (1956) del chunking como agrupación, pero el énfasis ahora está en la memoria a largo plazo en lugar de solo en la memoria a corto plazo. Un fragmento puede definirse entonces como «una colección de elementos que tienen asociaciones fuertes entre sí, pero asociaciones débiles con elementos dentro de otros fragmentos». El énfasis de la fragmentación en la memoria a largo plazo está respaldado por la idea de que la fragmentación solo existe en la memoria a largo plazo, pero ayuda a la reintegración, que está involucrada en la recuperación de información en la memoria a corto plazo. Puede ser más fácil recordar información en la memoria a corto plazo si la información ha sido representada a través de fragmentos en la memoria a largo plazo. Norris y Kalm (2021) argumentaron que «la reintegración se puede lograr al tratar el recuerdo de la memoria como un proceso de inferencia bayesiana mediante el cual las representaciones de fragmentos en la memoria a largo plazo (MLP) proporcionan los antecedentes que se pueden usar para interpretar una representación degradada en la memoria a corto plazo (MCP)». En la inferencia bayesiana, los antecedentes se refieren a las creencias iniciales con respecto a la frecuencia relativa de que ocurra un evento en lugar de que ocurran otros eventos plausibles. Cuando quien sostiene las creencias iniciales recibe más información, determinará la probabilidad de cada uno de los eventos plausibles que podrían suceder y así predecirá el evento específico que ocurrirá. Los fragmentos de la memoria a largo plazo participan en la formación de los antecedentes y ayudan a determinar la probabilidad y la predicción del recuerdo de la información en la memoria a corto plazo. Por ejemplo, si un acrónimo y su significado completo ya existen en la memoria de largo plazo, el recuerdo de la información relativa a ese acrónimo será más fácil en la memoria de corto plazo.
Chase y Simon, en 1973, y posteriormente Gobet, Retschitzki y de Voogt, en 2004, demostraron que la fragmentación podría explicar varios fenómenos relacionados con la experiencia en ajedrez. Después de una breve exposición a piezas en un tablero de ajedrez, los ajedrecistas expertos fueron capaces de codificar y recordar fragmentos mucho más grandes que los ajedrecistas novatos. Sin embargo, este efecto está mediado por el conocimiento específico de las reglas del ajedrez; cuando las piezas se distribuían aleatoriamente (incluyendo escenarios que no eran comunes o no estaban permitidos en partidas reales), la diferencia en el tamaño de los fragmentos entre los ajedrecistas expertos y los novatos se reducía significativamente. Se han desarrollado varios modelos computacionales exitosos de aprendizaje y experiencia utilizando esta idea, como EPAM (Perceptor y Memorizador Elemental) y CHREST (Jerarquía de Chunks y Estructuras de Recuperación). La fragmentación puede demostrarse en la adquisición de una habilidad de memoria, como lo demostró SF, un estudiante universitario con memoria e inteligencia promedio, que aumentó su capacidad de dígitos de siete a casi 80 en 20 meses, al cabo de al menos 230 horas. SF pudo mejorar su capacidad de reconocimiento de dígitos en parte a través de asociaciones mnemotécnicas, que es una forma de fragmentación. SF asoció dígitos, que para él eran información desconocida, con tiempos de ejecución, edades y fechas, que para él eran información familiar. Ericsson et al. (1980) inicialmente plantearon la hipótesis de que el aumento de la capacidad de memoria de dígitos de SF se debía a un aumento en su capacidad de memoria a corto plazo. Sin embargo, rechazaron esta hipótesis cuando descubrieron que su capacidad de memoria corta era siempre la misma, considerando que sólo fragmentaba tres o cuatro dígitos a la vez. Además, nunca ensayó más de seis dígitos a la vez ni ensayó más de cuatro grupos en un supergrupo. Por último, si su capacidad de memoria a corto plazo hubiera aumentado, entonces habría mostrado una mayor capacidad para los alfabetos; no fue así. Basándose en estas contradicciones, Ericsson et al. (1980) concluyeron posteriormente que SF pudo aumentar su capacidad de reconocimiento de dígitos gracias al «uso de asociaciones mnemotécnicas en la memoria de largo plazo», lo que apoya aún más la idea de que la fragmentación puede existir en la memoria de corto plazo en lugar de en la memoria de largo plazo.
La fragmentación también se ha utilizado en modelos de adquisición del lenguaje. Se ha demostrado que el uso del aprendizaje basado en fragmentos en el lenguaje es útil. Se ha demostrado que comprender un grupo de palabras básicas y luego dar diferentes categorías de palabras asociadas para aumentar la comprensión es una forma eficaz de enseñar a leer y a hablar a los niños. Estudios de investigación han demostrado que los adultos y los bebés fueron capaces de analizar las palabras de un idioma inventado cuando fueron expuestos a una secuencia auditiva continua de palabras dispuestas en orden aleatorio. Una de las explicaciones fue que podrían analizar las palabras utilizando pequeños fragmentos que corresponden al lenguaje inventado. Estudios posteriores han respaldado que cuando el aprendizaje involucra probabilidades estadísticas (por ejemplo, probabilidades de transición en el lenguaje), puede explicarse mejor mediante modelos de fragmentación. Franco y Destrebecqz (2012) estudiaron más a fondo la fragmentación en la adquisición del lenguaje y descubrieron que la presentación de una señal temporal estaba asociada con una predicción confiable del modelo de fragmentación con respecto al aprendizaje, pero la ausencia de la señal estaba asociada con una mayor sensibilidad a la fuerza de las probabilidades transicionales. Sus hallazgos sugieren que el modelo de fragmentación sólo puede explicar ciertos aspectos del aprendizaje, específicamente la adquisición del lenguaje.

## Estilo de aprendizaje fragmentado y memoria a corto plazo
Norris realizó un estudio en 2020 sobre la fragmentación y el recuerdo de la memoria a corto plazo, y descubrió que cuando se proporciona un fragmento, se almacena como un solo elemento a pesar de ser una cantidad relativamente grande de información. Este hallazgo sugiere que los fragmentos deberían ser menos susceptibles a la descomposición o a la interferencia cuando se recuperan. El estudio utilizó estímulos visuales donde todos los elementos fueron dados simultáneamente. Se encontró que los elementos de dos y tres se recordaban más fácilmente que los de uno solo, y se recordaban más elementos individuales cuando se estaba en un grupo con tres.
La fragmentación puede ser una forma de supresión de datos que permite almacenar más información en la memoria a corto plazo. En lugar de medir la memoria verbal a corto plazo por la cantidad de elementos almacenados, Miller (1956) sugirió que la memoria verbal a corto plazo se almacena en fragmentos. Se realizaron estudios posteriores para determinar si la fragmentación era una forma de compresión de datos cuando hay espacio limitado para la memoria. La fragmentación funciona como compresión de datos cuando se trata de información redundante y permite almacenar más información en la memoria a corto plazo. Sin embargo, la capacidad de memoria puede variar.

## Memoria de trabajo y fragmentación
Se realizó un experimento para ver cómo la fragmentación podría ser beneficiosa para los pacientes con enfermedad de Alzheimer. Este estudio se basó en cómo se utilizó la fragmentación para mejorar la memoria de trabajo en jóvenes normales. La memoria de trabajo se ve afectada en las primeras etapas de la enfermedad de Alzheimer, lo que afecta la capacidad para realizar tareas cotidianas. También afecta el control ejecutivo de la memoria de trabajo. Se descubrió que los participantes que padecían enfermedad de Alzheimer leve podían utilizar estrategias de memoria de trabajo para mejorar el rendimiento de la memoria de trabajo verbal y espacial.
Durante mucho tiempo se ha pensado que la fragmentación puede mejorar la memoria de trabajo. Se realizó un estudio para ver cómo la fragmentación puede mejorar la memoria de trabajo cuando se trata de secuencias simbólicas y mecanismos de activación. Para ello, 25 participantes aprendieron 16 secuencias mediante prueba y error. El objetivo se presentó junto a un distractor y los participantes debían identificarlo utilizando los botones derecho o izquierdo del mouse de una computadora. El análisis final se realizó sólo con 19 participantes. Los resultados mostraron que la fragmentación mejora el rendimiento de la secuencia simbólica al disminuir la carga cognitiva y la estrategia en tiempo real. Se ha demostrado que la fragmentación es eficaz para reducir la carga de agregar elementos a la memoria de trabajo. La fragmentación permite codificar más elementos en la memoria de trabajo y dejar más disponibles para transferir a la memoria de largo plazo.

## Fragmentación y teoría de dos factores
Chekaf, Cowan y Mathy (2016) analizaron cómo la memoria inmediata se relaciona con la formación de fragmentos. En la memoria inmediata, plantearon una teoría de dos factores sobre la formación de fragmentos. Estos factores son la compresibilidad y el orden de la información. La compresibilidad se refiere a hacer la información más compacta y condensada. El material se transforma de algo complejo a algo más simplificado. Por lo tanto, la compresibilidad se relaciona con la fragmentación debido al factor de previsibilidad. En cuanto al segundo factor, la secuencia de la información puede influir en lo que se descubre. Por lo tanto, el orden, junto con el proceso de compresión del material, puede aumentar la probabilidad de que se produzca fragmentación. Estos dos factores interactúan entre sí y son importantes en el concepto de fragmentación. Chekaf, Cowan y Mathy (2016) dieron un ejemplo en el que el material «1,2,3,4» se puede comprimir en «números del uno al cuatro». Sin embargo, si el material se presentó como «1,3,2,4» no se puede comprimir porque el orden en que se presenta es diferente. Por lo tanto, la compresibilidad y el orden juegan un papel importante en la fragmentación.